# Monument aux morts de Membruggen
Le Monument aux Morts de Membruggen est une monument dans la partie Est de la Belgique, dédié au résistant Roger Martens, tué pendant la Seconde Guerre mondiale.

## Situation et accès
Située dans le village de Membruggen, ce monument aux morts est localisé dans le cimetière communal. 